# FS E.656
FS E.656/E.655 är en tvådelad ledad typ av ellok för passagerartåg (E.656) eller godståg (E.655). Både den mekaniska delen och den elektriska delen utvecklades av Ufficio Studi Locomotive del Servizio Materiale e Trazione hos FS.
Det består av två halvhöljen kopplade till tre tvåaxlade boggier, drivna av 12 likströmsmotorer (6 dubbelmotorer typ 82-400) på 400 kW vardera. Beroende på versioner finns det två motorväxlar eller en eller två statiska omvandlare.
Dessa är de sista fordonen byggda med körredskap med tre ledade vagnar och halva karosser, som var typiskt för flera generationer av italienska fordon, såsom loktyperna E.636, E.645 och E.646, detta för att lösa problemet med linjer med många kurvor och reducerad radie: fordonets styva hjulbas reducerades drastiskt, vilket gjorde fordonen mindre aggressiva mot rälsen.
De består av två semicasse kopplade med 3 boggier.
Loktyperna E.655 och E.656 har smeknamnet Kajman.

## Historia

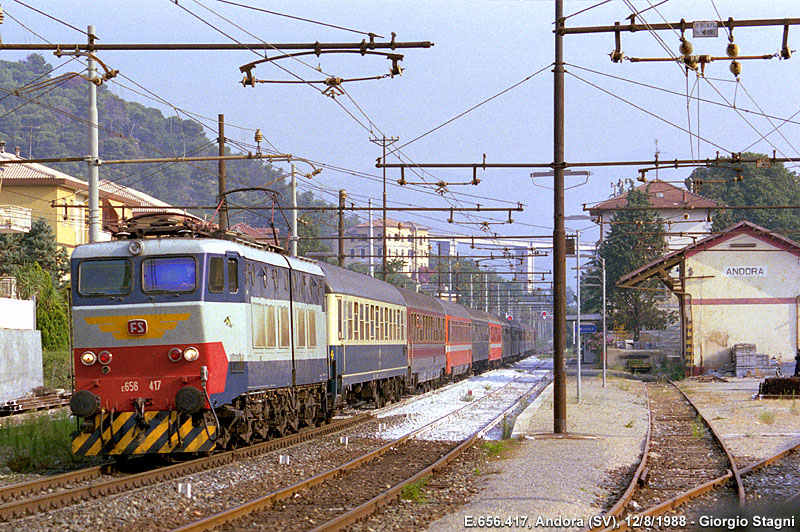
E.656.417 som passerar på den gamla Andora station 1988 med ett internationell tåg

I början av 1970-talet genomgick Ferrovie dello Stato en period av omorganisation av lokparken. Medan de senaste trefasiga Piemonte-linjerna omvandlades till likström, var första generationens persontågslok (som E.428-loket) nu i stort sett föråldrade med 40 års tjänst, medan den nyare E.646 blev otillräckliga på grund av ökningen av antalet resenärer. I själva verket hade ökningen av antalet pendeltåg drivit ledarna för teknisk riktning för att tilldela en del av E.646-loken till pendeltåg istället för långtgående fjärrtåg.
Trots framgången med de nya E.444-loken "Sköldpadda", snabba och kraftfulla, var det nödvändigt att på kort tid ha nya lok som kännetecknades av större kraft, maximala medelhöga hastigheter och moderna styrkretsar också med elektronik istället för de gamla elektromekaniska systemen. Allt detta för att försöka hålla maximal enkelhet. För att undvika osäkerhet och långa tider med experiment, föredrog man att falla tillbaka på en total översyn av det beprövade projektet i E.645 och E.646, modernisera det och göra det mer funktionellt för nya behov.
E.656-loken är avsedda att dra tunga tåg, även i branta sluttningar. Med tanke på de tekniska kraven på utrustning, ansågs E.656-loken behöva ha en över genomsnittlig massa och mycket internt utrymme för att hysa systemen. Förarhytterna i ändarna var försedda i ett avancerat läge, nästan utkragade. Med den totala versionen av 120 ton var E.656-loken cirka 30 % tyngre än E.444-loken. Gränserna för projektet för två höljes höljet manifesterades snart som svängande och slingrande rörelser som inte lätt kontrollerades. Efter testen visade sig den förväntade hastigheten på 160 km/h vara mindre lyckad, och E.656-loken begränsades istället till 150 km/h, ett resultat som i alla fall inte påverkade dess tjänstgöring att dra tåg på medellånga och långa avstånd utanför den snabba kategorin.
Efter olika förbättringar och uppdateringar sedan början av 2000-talet fick loken ny färgsättning. Istället för den äldre färgsättningen i grått och blått, kallad Pearl Grey och Eastern Blue, så målades de om i Trenitalias moderna färger som benämns XMPR-färgschemat. Därefter var alla lok i serien utrustade med SCMT (Sistema Controllo Marcia Treno).
Den 19 april 2013 med utgången från Officina Grandi Riparazioni di Foligno av E.655.549 avslutades de ordinarie revisionerna av grupperna E.656/E.655, trots en sista epilog 2016, då E.656.570, som var inblandad i en olycka med en lastbil, utsattes för en extraordinär översyn kompletterad med repellering.
I och med att E.402B-loken återkommit i allmän trafik, fram till 2017 i sin tur i Frecciabianca-tjänsten, tas E.656 gradvis bort från InterCity och InterCity Notte-tjänsterna som fortfarande anförtros och avsätts. De sista enheterna fick regelbunden service på Sicilien fram till första halvåret 2020, där de delvis ersattes av specialutrustade E.464-enheter.

## Teknik

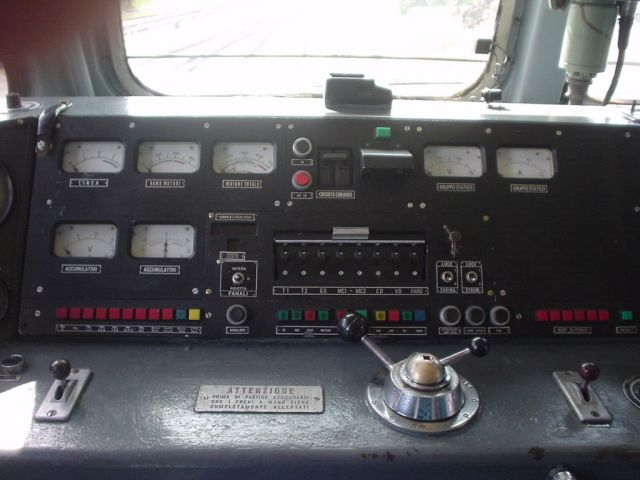
Manövreringsbänk av en E.656

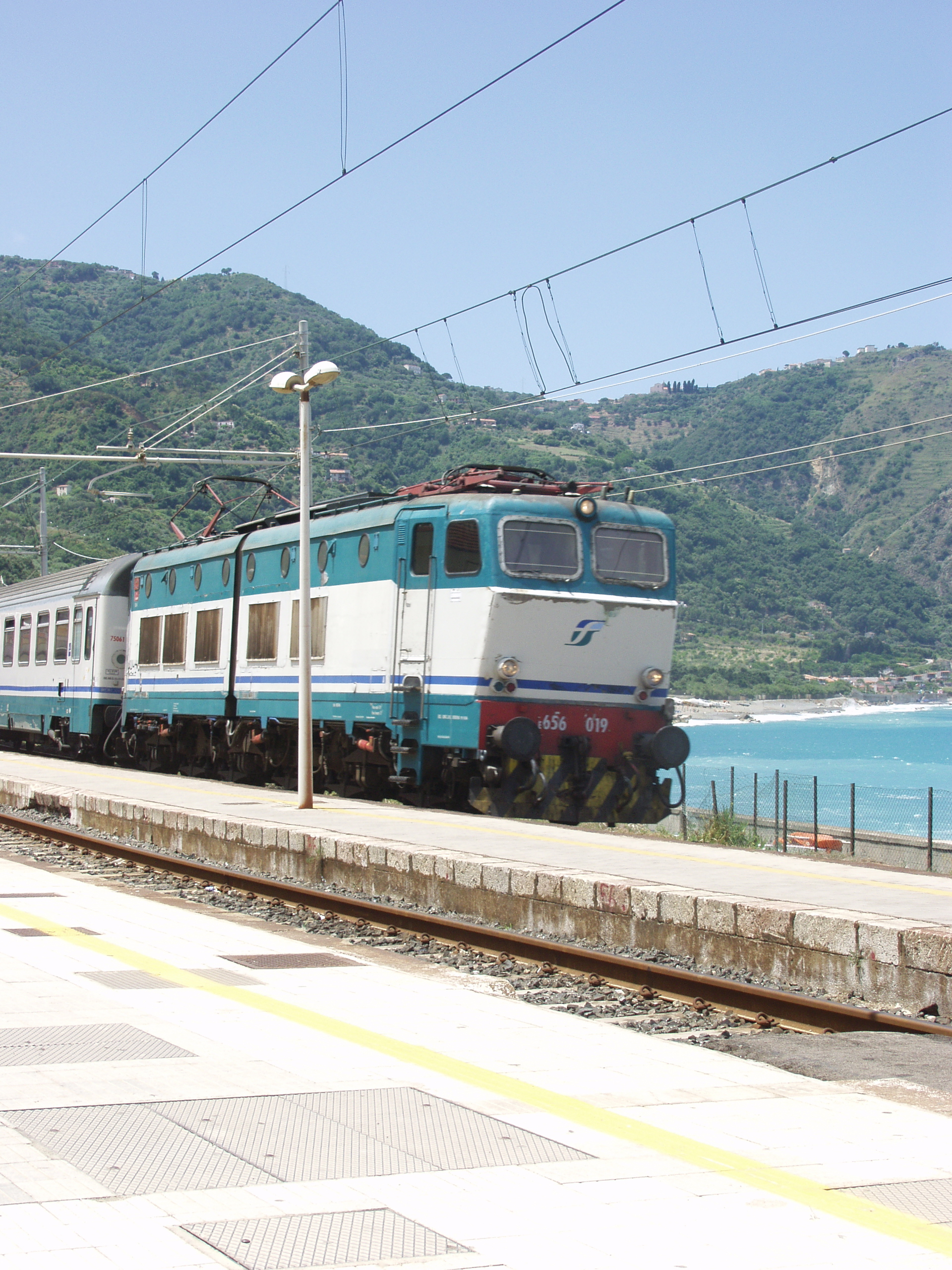
E.656.019 som drar InterCity Palermo C.le - Roma Termini i Gioiosa Marea

När de togs i tjänst i slutet av 1975, visade sig E.656 sig vara bra fordon, kapabla för att utföra vilken tjänst som helst.
De första enheterna sattes i drift mellan slutet av 1975 och 1976, vilket gör det möjligt att kompensera för bristen på lok som orsakats av omvandlingen av E.646-lok för Navetta pendeltjänster och avyttring av elektrisk trefas dragkraft i Piemonte; de gjorde det också möjligt att öka antalet lok som anvisades för persontrafik på stambanorna, med en rationalisering av tjänsten.
Redan 1975 beställdes en andra och en tredje serie, på grund av att det kortsiktiga förverkligandet av elektroniska lok som inte var tänkbart. Sedan följde andra serier upp till den sjätte serien, som avslutades 1989, vilket gav det totala antalet fordon i omlopp till 461.
De olika serierna, som levereras mellan 1975 och 1990, skiljer sig från varandra genom den olika utformningen av fodraldetaljerna och för den typen av utrustning som används för att tillhandahålla hjälptjänster, kan, med det enda undantaget för den andra serien, även fungera i överföringsstationer mellan det franska och det italienska järnvägsnätet.
I Trenitalias underhållsplan, besaktas endast 3 serier:
| I | 1:a | 001 - 104 | Motorgeneratorer                                                    |
| I | 2:a | 201 - 251 | Enkel statisk omvandlare                                            |
| I | 3:e | 252 - 307 | Motorgeneratorer                                                    |
| I | 4:e | 159 - 200 | Enkel statisk omvandlare (förutom enheten 200)                      |
| II | 5:e | 401 - 550 | 2 ARSA statiska omvandlare                                          |
| III | 6:e | 551 - 608 | 2 ARSA statiska omvandlare och Delfina styrenhet, för fjärrstyrning |
| E.656.200 var utrustad med två ARSA-omvandlare och var prototypen för den 5:e serien E.656. E.656.458 och E.656.468 är utrustade med en Octupus-kontrollenhet och motsvarar E.656 Navetta. |     |           |                                                                     |

## E.656Navetta

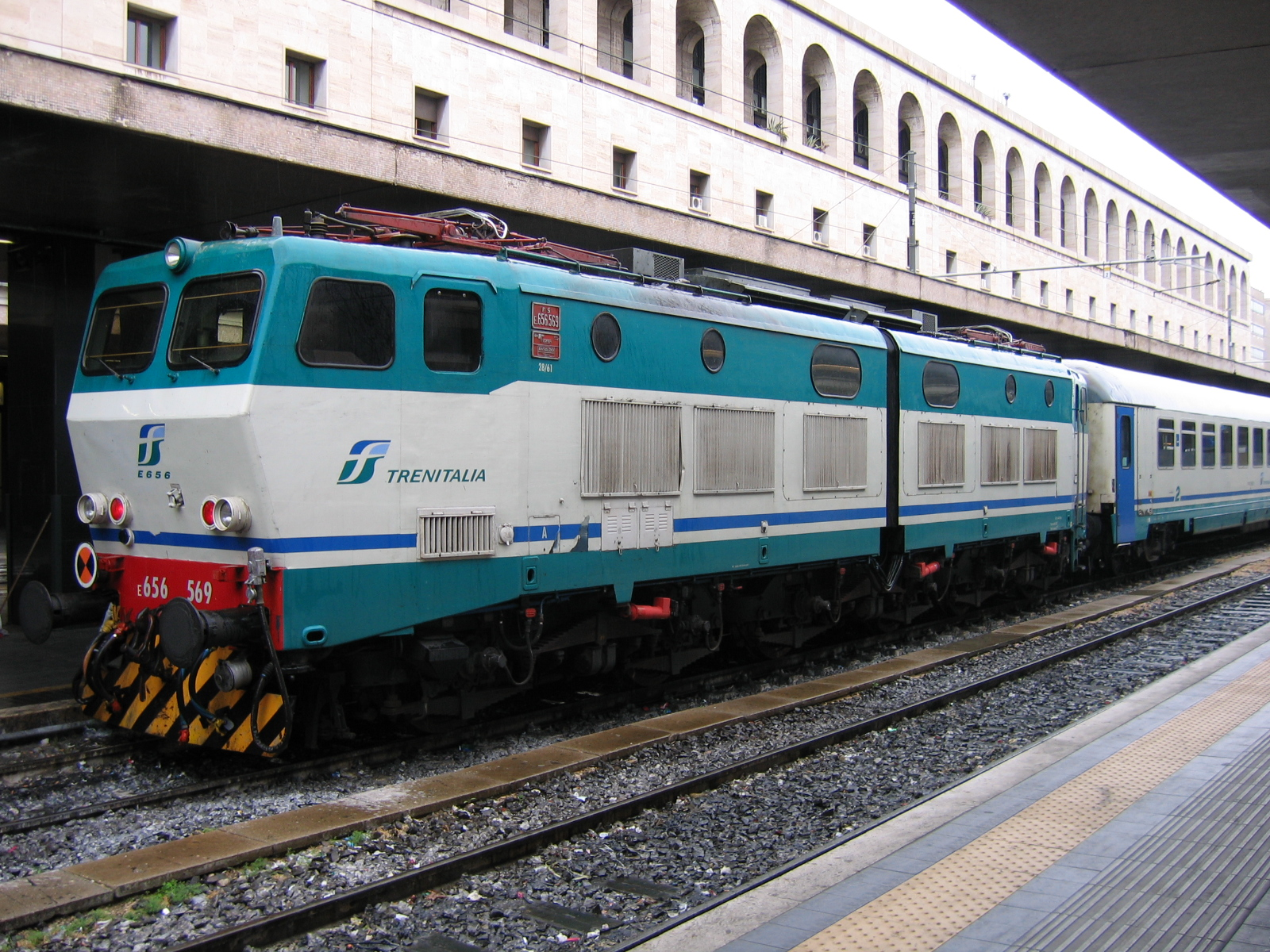
Loket E.656.569 med XMPR färger

Loken i den sjätte serien (551-608) kallas Navetta på grund av sin uppställning lämplig för körning på vändbara tåg med obevakat lok, fjärrstyrning med 78-poligt uttag från manövervagnarna, upp till den senaste UIC-X vagnar byggd i slutet av 1990-talet (som E.646-loken). Vid detta tillfälle var serien utrustad med ett lite annorlunda fodral på framsidan, nya invändiga ytbehandlingar för komforten för lokförarna och några små förändringar i utrustningen, såsom möjligheten att försvaga motorernas fält upp till 4 grader i kombinationerna av parallell och superparallell, vilket ger 22 egenskaper för ekonomisk körning, det vill säga 2 mer än de andra serierna (med undantag för E.656.458 och E.656.468).
Sedan 2010 har skrotning efter allvarliga haverier och utgången av körsträcka även påverkat E.656 Navetta i de olika Trenitalia regionala avdelningarna (Ligurien, Toscana, Marche och Kalabrien) som gradvis ersatts av FS E.464-lok.
Sedan tidtabellsändringen av den 10 juni 2012 har kommersiella tjänster inte planerats för E.656N, förutom för Kalabrien, som använde dem i spetsen för icke-reversibla sammansättningar av 2 eller 3 UIC-X vagnar med manuellt dörröppningssystem. Med införandet av de nya reglerna för kommando- och blockodörrar i förarhytten (lateralisering) utstrålades denna typ av fordon den 31 december 2012, vilket innebar att den reguljära kommersiella tjänsten för E.656 Navetta-lok skulle upphöra.
I september 2013 E.656N-enheterna är tilldelade enligt följande:
- Alessandria: 562[1]
- Ancona: 568,[1] 577, 586, 596
- Bologna: 556[1]
- Bolzano: 603[1]
- Florens: 566, 575, 582, 587, 588,[1] 606
- Genua: 552,[1] 557,[1] 565,[1] 570,[1] 576,[1] 578,[1] 579,[1] 590, 607
- Messina: 551, 553
- Neapel: 560, 564, 581,[1] 605
- Pescara: 573
- Reggio Calabria: 555,[1] 559, 563,[1] 569, 594
- Rom: 592,[1] 600[1]
- Trieste: 601[1]